# Esquerra Unida (Espanya)
|  | Per a altres significats, vegeu «Esquerra Unida». |

Esquerra Unida (oficialment en castellà: Izquierda Unida, IU) és una organització política espanyola formada l'any 1986 com a coalició de diferents partits d'esquerra i republicans, essent el membre més representatiu el Partit Comunista d'Espanya. Està inscrita en el Registre de Partits Polítics des de novembre de 1992. L'any 2019 la componien 37.416 afiliats.

## Història

### Fundació
L'embrió del que seria el partit Esquerra Unida va sorgir el 1984 amb un procés dirigit pel Partit Comunista d'Andalusia que va culminar amb la presentació de Convocatoria por Andalucía, dirigida per Julio Anguita, a les eleccions al Parlament d'Andalusia de 1986, que va obtenir uns grans resultats.
Esquerra Unida (IU) va ser fundada arran de les mobilitzacions per exigir la sortida d'Espanya de l'OTAN el 1986, quan la Plataforma Cívica per la sortida d'Espanya de l'OTAN, presidida per l'escriptor Antonio Gala, va aconseguir aglutinar gairebé totes les organitzacions d'esquerres de l'estat excepte el Partit Socialista Obrer Espanyol (PSOE). Moltes d'aquestes organitzacions es van integrar després a l'anomenada Plataforma de l'Esquerra Unida. Es va celebrar un referèndum el 12 de març de 1986, el resultat va ser a favor de la permanència a l'OTAN.
La primera reunió va tenir lloc al despatx de l'advocada Cristina Almeida el 27 d'abril de 1986 i va comptar amb la participació del Partit Comunista d'Espanya (PCE), el Partit Socialista Unificat de Catalunya (PSUC), el Partit d'Acció Socialista (PASOC), Izquierda Republicana (IR), la Federació Progressista (FP), el Partit Humanista i el Partit Carlí. A aquests partits se'ls unirien, per fundar Esquerra Unida, el Partit Comunista dels Pobles d'Espanya (PCPE) i el Col·lectiu d'Unitat dels Treballadors - Bloc Andalús d'Esquerres (CUT-BAI), així com alguns independents. Es va constituir una Comissió Política per regir-la presidida per Gerardo Iglesias, secretari general del PCE (partit que constituïa el 80% de la coalició).
El juny de 1986, IU va participar per primera vegada en unes eleccions generals obtenint 7 escons, 3 més que el PCE en les anteriors generals, amb un 4,6% dels vots. En les municipals de 1987 els seus resultats van millorar, obtenint el 7,18% dels vots. Aquest mateix any, el Partit Humanista era expulsat d'IU, entre altres raons, per les seves connexions amb la secta argentina anomenada La Comunidad. També va ser expulsat el Partit Carlí i va abandonar la coalició la Federació Progressista, que es va dissoldre un any després el 1988.
L'any següent, el gener de 1989, també abandona la coalició el PCPE, després de la reincorporació al PCE del seu president i fundador, Ignacio Gallego, al costat de 8.000 militants, 48 membres del Comitè Central i la majoria de càrrecs públics. El febrer de 1989 se celebra la I Assemblea General que aprova la transformació d'IU en un "moviment polític i social". Concorren prop de mil delegats, dels quals només el 25% han estat designats pels partits integrats en la coalició, i la resta són directament elegits pels afiliats de les diverses comunitats autònomes. Es tria una Presidència Col·legiada (més tard es denominarà Presidència Federal) que tria com a coordinador general a Gerardo Iglesias.
Esquerra Unida s'havia convertit ja en la tercera força política més votada, arribant a 17 diputats amb el 9,07% dels vots en les eleccions generals de 1989.

### Julio Anguita

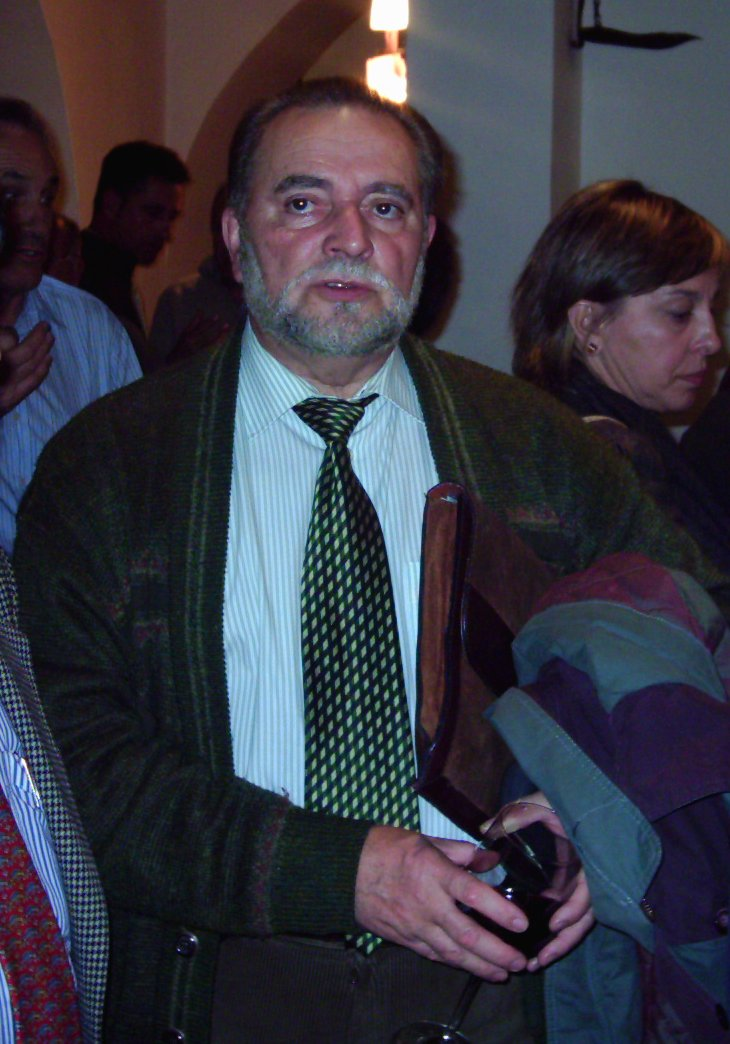
Julio Anguita "el Califa" l'any 2004 a Còrdova.

El novembre de 1989 Gerardo Iglesias dimiteix com a secretari general del PCE i com a coordinador d'IU, essent substituït en aquest segon càrrec per Julio Anguita González, alcalde de Còrdova entre 1979 i 1986, i polític molt reconegut en aquell moment dins del PCE. El novembre de 1990 se celebra la II Assemblea Federal d'IU, que confirma a Julio Anguita com a coordinador, i que suposa la transferència de sobirania des del PCE i els altres partits integrants cap als òrgans d'IU, inscrivint-se en el registre de partits polítics l'any 1992.
Anguita va ser reelegit en les III, IV i V Assemblees Federals (1992, 1994 i 1997), tot i que a partir de 1992 ha d'enfrontar-se a un corrent crític organitzat anomenada Nova Esquerra, d'ideologia socialdemòcrata i partidària de la tercera via, que aglutina una part dels sectors d'IU aliens al PCE. Numèricament Nova Esquerra era minsa, però comptava a les seves files amb càrrecs públics i dirigents com Nicolás Sartorius, Diego López Garrido o Cristina Almeida, que apareixien amb freqüència en els mitjans de comunicació, i majoritàriament partidaris de consolidar IU com a òrgan polític independent de les formacions que el van crear, fins a transformar-lo en un partit que col·laborés estretament amb el PSOE.
Izquierda Unida Canaria Canàries forma part d'Esquerra Unida. ICU només va estar en la coalició Iniciativa Canaria Nacionalista (ICAN) durant uns mesos de 1991. La militància, descontenta amb un projecte no federat a IU, i dretana (pels pactes amb el PP) va recuperar el projecte del PCE i d'Esquerra Unida a les Canàries el 1991 i 1992, respectivament. ICAN va formar la Coalición Canaria l'any 1993.
IU va aconseguir arribar el 1993 i el 1996 al sostre electoral que el PCE havia obtingut en els anys 70: va superar el 10% dels vots, arribant a un grup parlamentari de 21 diputats el 1996. Va recollir també èxits a les eleccions municipals, amb l'11,68% del vot en les de 1995, on va arribar a pactes de govern amb el PSOE en nombrosos ajuntaments, especialment al sud de Madrid o a Andalusia.
A partir de l'arribada al govern del Partit Popular, liderat per José María Aznar, el 1996, augmenten les tensions en el si d'IU. Julio Anguita segueix dirigint la major part dels seus atacs contra el PSOE i contra l'expresident del Govern Felipe González, i elabora la teoria de "les dues ribes" i el "sorpasso". PSOE i IU es troben a la vora polítiques diferents i enfrontades, ja que els primers estan enfangats en la corrupció i en polítiques contràries als seus postulats. Com va succeir a Itàlia entre el Partit Comunista Italià i el Partit Socialista Italià, l'estratègia no ha de ser aliar-se amb el partit socialista sinó sobrepassar, aconseguir per a IU la majoria de suport electoral a l'esquerra espanyola. Aquesta política, i les bones relacions d'Anguita amb Aznar, generaren la impressió, àmpliament difosa pels mitjans de comunicació, que IU i PP s'han aliat per acabar amb el PSOE.
El 1997, el corrent Nova Esquerra, es converteix en partit polític, el Partit Democràtic de la Nova Esquerra (PDNI), que entra en greu crisi amb la direcció d'IU i acaba abandonant la formació, per integrar-se poc després al PSOE. Una part d'Esquerda Unida (la federació gallega d'IU) abandona l'organització i forma Esquerda de Galicia per anar a les llistes electorals del PSOE en les eleccions autonòmiques de 1997. Igualment, el PDNI abandona l'organització. El 1995, s'incorpora Esquerra Alternativa com a corrent, formada per antics militants de l'antiga Lliga Comunista Revolucionària, i redefinint com Espai Alternatiu.
L'organització confederada a IU a Catalunya, Iniciativa per Catalunya (IC), s'escindeix en dos sectors: el primer, més afí a Julio Anguita, abandona el partit i en forma un altre anomenat PSUC viu, el segon assumeix el control i trenca el seu vincle amb IU. Posteriorment IC passaria a definir-se com una organització ecosocialista anomenada Iniciativa per Catalunya Verds (ICV), mentre que el PSUC viu crearia al costat d'altres partits la coalició Esquerra Unida i Alternativa (EUiA) federada amb IU.
El 1998 hi va haver diverses incorporacions a Esquerra Unida. El Partit Obrer Revolucionari (PER), fundat el 1974 com PORE (Partit Obrer Revolucionari d'Espanya, trotskista), va canviar de denominació el 1983, i és la secció a l'estat espanyol de la Unitat Internacional dels Treballadors - Quarta Internacional (UIT-CI). El Partit Revolucionari dels Treballadors - Esquerra Revolucionària (PRT-IR), d'ideologia trotskista, també s'incorpora aquest any, i la secció oficial a Espanya de la Lliga Internacional dels Treballadors - Quarta Internacional (LIT-CI). També s'uneix Nou Claredat, grup trotskista adscrit al Corrent Marxista Internacional, creador del Sindicat d'Estudiants] (1986), del qual sorgeix el 1994 el Sindicat d'Estudiants d'Esquerres (SEI), i des de 1989 edita la revista El Militant, i alguns dels seus membres pertanyents al PCE i al PSOE, partit del qual va sorgir com a corrent el 1976.
El novembre de 1999, Anguita va renunciar a seguir encapçalant la candidatura a les eleccions generals a causa de diversos episodis cardiovasculars, i és substituït per Francesc Frutos.

### Francesc Frutos
Frutos ja era secretari general del PCE, i havia exercit diversos càrrecs en la direcció d'IU, i el número dos en les eleccions generals de 1996. Encara que mai va arribar a ser coordinador general d'IU, el gener de 2000 va ser designat pel partit per ocupar la candidatura a la Presidència del Govern per a les Eleccions generals espanyoles de 2000, a causa de la malaltia de Julio Anguita que l'havia apartat de la política activa.
Durant el cicle electoral 1999-2000, EUiA i ICV actuarien per separat, presentant-se ICV en coalició amb el PSC a les eleccions al Parlament de Catalunya de 1999 en diverses províncies. Aquest mateix any, a Cantàbria també es produïa una escissió, Esquerra Democràtica Càntabra (IDCAN), passant-se a aquesta formació els 3 diputats d'IU al Parlament de Cantàbria en aquell moment; aquesta nova formació des d'ara es va presentar en coalició amb el Partit Socialista de Cantàbria (PCS-PSOE) des de llavors fins a la seva integració en aquest en 2003.
IU també va canviar aleshores la seva política cap a un acostament al PSOE, signant un acord pre-electoral d'investidura amb els socialistes per a les eleccions generals de març de 2000. El resultat va ser un espectacular fracàs de tots dos partits, i la victòria per majoria absoluta del Partit Popular. Esquerra Unida va veure reduït el seu suport a la meitat del seu electorat, obtenint únicament 8 diputats, amb el 5,45% dels vots.
A la fi d'aquest mateix any, Gaspar Llamazares va ser elegit en la VI Assemblea Federal per un estret marge enfront de Francisco Frutos com a coordinador general, unint els vots de diversos corrents d'IU crítiques amb la direcció sortint.

### Gaspar Llamazares

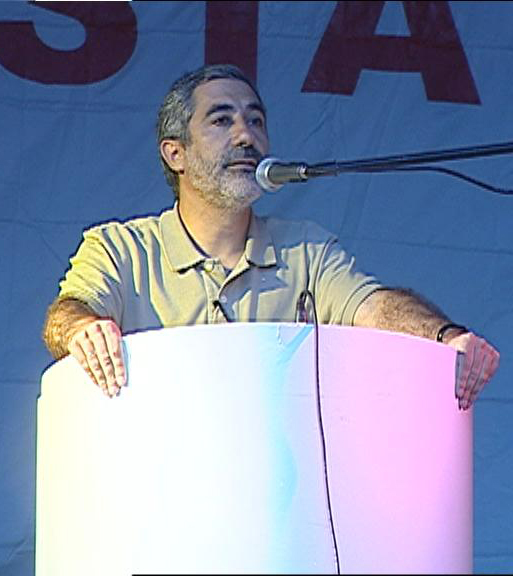
Gaspar Llamazares, ex coordinador de la coalició.

Gaspar Llamazares coordinar IU recolzant-se en el PSOE, amb una política d'enfrontament amb el PCE, liderada per Francesc Frutos, i restaurar les relacions amb Iniciativa per Catalunya Verds (ICV), alhora que manté a Esquerra Unida i Alternativa (EUiA) com a referent formal a Catalunya. Així mateix, tracta d'imprimir a IU una orientació més ecosocialista que comunista o llibertària. El 2001, Ezker Batua (IU-EB) forma part del Govern basc pactant amb el Partit Nacionalista Basc (PNB) i amb Eusko Alkartasuna (EA).
El 2001, Castellano deixa la Presidència del PASOC a Luis Aurelio Sánchez, i el PASOC abandona IU, romanent dins l'escissió posteriorment anomenada Iniciativa Socialista d'Esquerres. El 2002 també abandonaria la coalició Esquerra Republicana, i Angeles Maestro funda Corrent Roig en el si d'IU, que representaria les postures més crítiques amb la direcció i d'acostament a l'Esquerra Abertzale.
El 2003, IU es presenta amb Bloc per Asturies (BA), Socialistes Independents d'Extremadura (SIEX) i ICV, obtenint aquest últim una important pujada de vots. Rosa Aguilar guanya a Còrdova, i Ezker Batua puja. No obstant això, els resultats són força negatius en les eleccions generals i europees. A les eleccions generals del 2004, IU va reduir els vots obtinguts, mentre que la participació i els vots del PSOE van augmentar considerablement. Com a conseqüència, només va obtenir tres diputats: Gaspar Llamazares, Ángel Pérez per Madrid i Isaura Navarro per l'Entesa pel País Valencià). Es va formar al Congrés dels Diputats un grup parlamentari al costat dels dos diputats d'Iniciativa per Catalunya Verds-Esquerra Unida i Alternativa amb la denominació Esquerra Verda - Esquerra Unida - Iniciativa per Catalunya Verds.
A les eleccions europees de 2004 Esquerra Unida es va presentar amb ICV, EUiA, Esquerra Republicana, Xarxa Verda, i altres grups minoritaris. La candidatura va aconseguir un percentatge de vots encara menor que en les eleccions generals i va obtenir dos eurodiputats, un d'ells d'Esquerra Unida, Willy Meyer, i un altre d'Iniciativa per Catalunya Verds, Raül Romeva, que una vegada electe va formar part del grup parlamentari europeu verd. Ezker Batua-Berdeak es constitueix en partit independent, confederat amb IU.
El juny de 2004, Corrent Roja va sortir de la coalició per fortes discrepàncies ideològiques amb la política de la direcció. Al seu torn, també ho va fer el PRT-IR, on participaven bona part dels membres de Corrent Roja, fundant una part dels seus integrants Classe contra Classe, adherida a la Fracció trotskistes Quarta Internacional. Corrent Roja també va abandonar el PCE el 2005, després d'haver intentat que aquest sortís d'IU.
Esquerra Unida mantenia un electorat lleugerament inferior al milió de votants, i una base històrica de suport a Catalunya, Astúries, Madrid, País Valencià i Andalusia, per la tradició comunista de zones d'aquestes comunitats autònomes. No obstant això, també havia aconseguit avenços en comunitats on el PCE no tenia molta implantació, com el País Basc (per part de Ezker Batua-Berdeak) o Navarra, fruit de la integració de diverses corrents d'esquerra. Mantenia un especial vincle amb la primera central sindical espanyola, Comissions Obreres, de tradició comunista durant el franquisme i els primers anys de la transició, amb un milió d'afiliats.
El desembre de 2004 es va celebrar amb caràcter extraordinari la VIII Assemblea Federal d'Esquerra Unida, després de la crisi oberta per les successives derrotes electorals sofertes per la coalició i per la divisió en la seva direcció. Aquesta Assemblea va reelegir a Gaspar Llamazares com a coordinador general, enfront del principal oponent, Enrique Santiago, en un procés molt polèmic que alguns sectors van qualificar d'irregular pel fet que la candidatura de Sant Jaume (recolzada pel PCE i les Joventuts Comunistes) i la presentada per Sebastián Martín Recio (recolzada pels sectors més a l'esquerra d'IU), van sumar més d'un 50% enfront del 49% de la llista oficial de Llamazares.
La reelecció de Gaspar Llamazares es va deure al fet que es va decidir que votessin no només la meitat del Consell Polític Federal elegit en la mateixa Assemblea, òrgan competent per elegir el coordinador general, sinó també els coordinadors de les federacions, sistema aprovat en una reforma dels estatuts prèvia a l'elecció i durant la mateixa Assemblea.
El gener de 2005 el Consell Polític Federal d'IU al complet (és a dir, amb els membres elegits per l'Assemblea i els designats per les federacions) va ratificar l'elecció de Gaspar Llamazares per un 54%. Això va generar una altra polèmica, ja que els seus oponents entenien que era necessari un mínim del 60% per presentar-se a una segona reelecció a coordinador, com disposen els estatuts. La Comissió de Garanties resoldre la qüestió a favor de Llamazares en entendre que no s'havia esgotat el segon mandat, ja que la VIII Assemblea s'havia anticipat.
A inicis de 2005 Esquerra Unida va fer campanya demanant el no en el referèndum sobre la Constitució Europea i durant la VIII Legislatura és una de les formacions que donen suport al Parlament al govern de José Luis Rodríguez Zapatero.
En les municipals de 2007 es va presentar en solitari en vuit comunitats autònomes (Galícia, Navarra, Aragó, La Rioja, la Comunitat de Madrid, Castella-la Manxa, Andalusia i les Canàries). Es va presentar en coalició les nou comunitats autònomes restants i en les dues ciutats autònomes: a Astúries amb el Bloc per Asturies i Els Verds, a Cantàbria amb el Bloc Regeneració, al País Basc amb Aralar, a Catalunya amb Iniciativa per Catalunya Verds, a Ceuta amb la Unió Demòcrata Ceutí, al País Valencià forma Compromís pel País Valencià amb el Bloc Nacionalista Valencià, Els Verds i Izquierda Republicana, en les Illes Balears amb el Partit Socialista de Mallorca-Entesa, Els Verds i Esquerra Republicana de Catalunya, a Castella i Lleó i a la Regió de Múrcia amb Els Verds, a Extremadura amb els Socialistes Independents d'Extremadura, i a Melilla amb la Coalició per Melilla. Va obtenir resultats similars als anteriors comicis locals de 2003.
El 2007, el PCE impulsa en el Consell Polític Federal d'IU la celebració d'eleccions primàries per designar el candidat a la Presidència del Govern a les eleccions generals de 2008. Enfront de Gaspar Llamazares, es presenta la secretària general del Partit Comunista del País Valencià, Marga Sanz. El referèndum se celebra al novembre per un sistema de correu certificat, criticat durament pel PCE. Finalment, amb una participació de al voltant del 38%, Llamazares obté 13.626 vots (62,5%) i Sanz 8.169 (37,5%). El desembre d'aquell mateix any, Espai Alternatiu aprova una resolució per la qual abandonava definitivament la seva integració a Esquerra Unida, que decideix sortir-ne finalment, vertebrats com a partit polític amb la intenció de presentar-se a les eleccions europees de 2009 amb el nom d'Esquerra Anticapitalista (IZAN-RG).
L'any 2008 la componien 48.318 afiliats. Després dels pitjors resultats de la seva història en les eleccions generals de 2008 en què Esquerra Unida va obtenir només 2 diputats (obtinguts dins de la coalició amb Iniciativa per Catalunya Verds (ICV), perdent un diputat a Madrid, un altre a Barcelona i l'únic de València, Gaspar Llamazares va informar de la seva intenció d'abandonar el seu càrrec com a coordinador general en la següent assemblea. Al Congrés dels Diputats, IU va formar el Grup Parlamentari d'Esquerra Republicana-Izquierda Unida-Iniciativa per Catalunya Verds al costat d'ERC i ICV, després del préstec dels dos diputats del BNG.

### IX Assemblea
La IX Assemblea Federal de la coalició, celebrada els dies 15 i 16 de novembre de 2008, va concloure sense triar a un nou Coordinador General que substituís a Gaspar Llamazares, davant el desacord entre les diferents corrents de la coalició. Aquests corrents es van plasmar en cinc candidatures: l'articulada al voltant del PCE, que va obtenir un 43% dels vots en l'elecció del Consell Polític Federal, la llamazarista, 27%; l'anomenada Nacional II o tercera via, articulada al voltant de dirigents catalans, madrilenys i aragonesos, i que en l'anterior assemblea va donar suport a Gaspar Llamazares, 19%; una quarta llista que va agrupar a sectors crítics del PCE, bascos i murcians així com a la majoria extremenya, 6%, i la composta pel CUT i els crítics andalusos, 5%. Una comissió, presidida per Cayo Lara, que va ser candidat del corrent liderat pel PCE a la Coordinació General i coordinador d'IU Castella-La Manxa, es va encarregar de preparar la convocatòria del Consell Polític complet (a l'assemblea només es tria a la meitat, 90 membres, els altres 90 són elegits per les federacions territorials).
Finalment, el Consell Polític Federal, convocat el 14 de desembre, va escollir a Cayo Lara com a coordinador general de la coalició, enfront del candidat de la Nacional II Joan Josep Nuet. L'altre sector proper a Gaspar Llamazares va preferir finalment no presentar candidat i abstenir-se.

### Cayo Lara

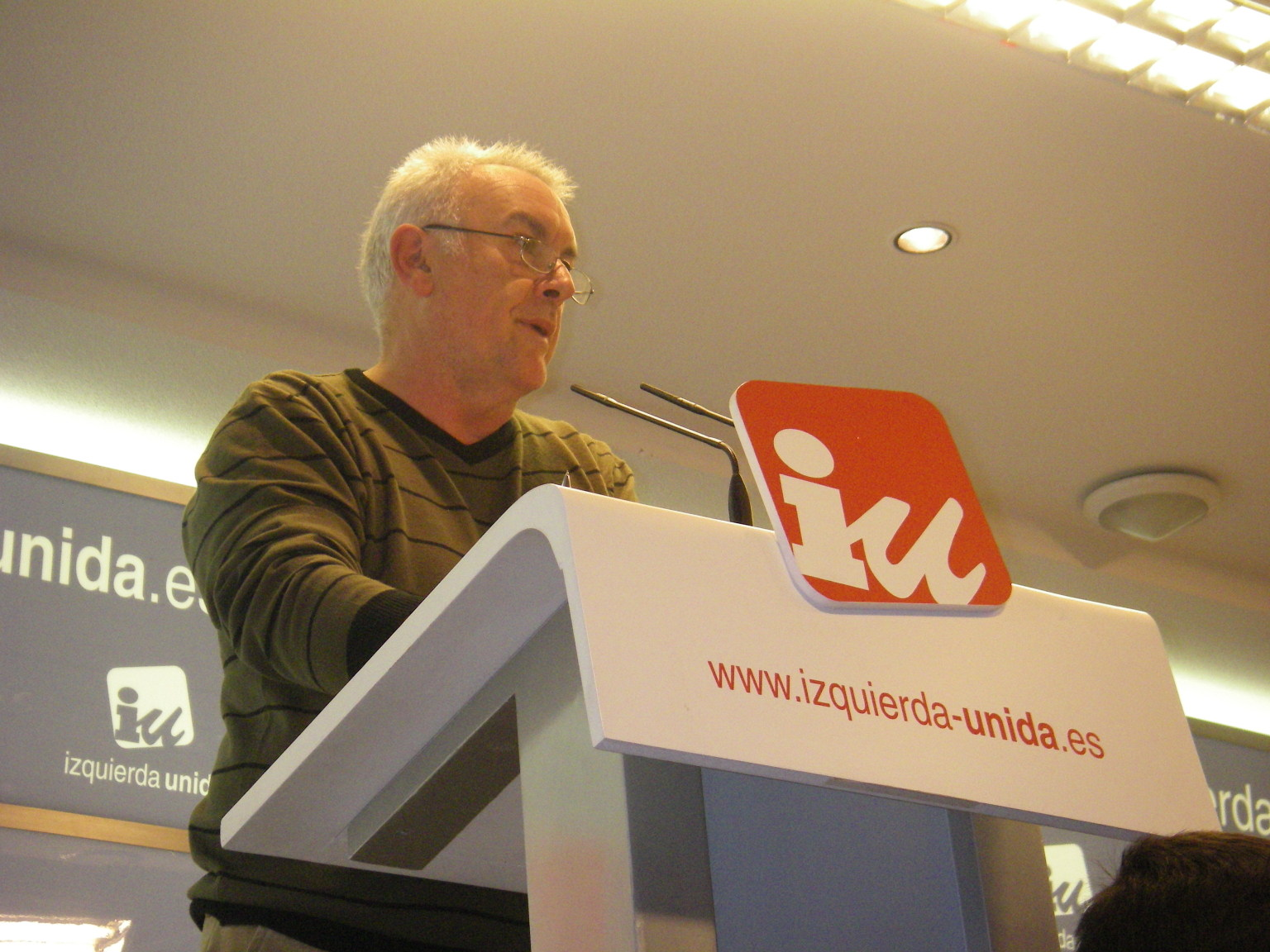
Cayo Lara parlant davant del Consell Polític Federal d'IU el desembre de 2008.

El 14 de desembre de 2008 Cayo Lara és elegit coordinador general d'Izquierda Unida amb la missió de la refundació d'Izquierda Unida com a moviment polític i social. Cayo Lara, tot i representar el PCE en el si d'IU, ha integrat en la nova direcció de l'organització a persones de tots els sectors i corrents de la formació. Cayo Lara ja ha remarcat l'aposta per allunyar IU del PSOE, i tornar a convertir-se en un moviment que aglutini el vot dels treballadors que aposten pel sistema anticapitalista i la lluita d'esquerres. Es pretén que IU abandoni la socialdemocràcia, en què segons el parer de Lara i els seus partidaris s'havia situat IU per convertir de nou en l'abanderat de la lluita d'esquerres d'Espanya.
A les eleccions al Parlament Europeu de 2009 IU va repetir coalició amb ICV, anomenada "L'Esquerra", descendint lleugerament en els seus suports, en obtenir el 3,71% dels vots i revalidar els seus dos diputats. El 28 de novembre de 2009, IU inicia un procés de refundació.
El procés de refundació de la coalició culminà amb la presentació de la nova coalició L'Esquerra Plural a les eleccions generals espanyoles de 2011 formada per Esquerra Unida, Izquierda Republicana, Iniciativa per Catalunya Verds (ICV), Esquerra Unida i Alternativa (EUiA), Chunta Aragonesista (CHA), Socialistes Independents d'Extremadura (SIEX), Batzarre, Los Verdes, Gira Madrid-Los Verdes (GM-LV), Els Verds del País Valencià (EVPV), Els Verds-Opció Verda (EV-OP), Canarias por la Izquierda, Iniciativa por El Hierro (IpH) i el Partido Democrático y Social de Ceuta (PDSC).
En el context de la crisi financera espanyola de principis de la dècada del 2010, recollint el relleu del Moviment 15-M va sorgir el partit Podem en 2014, que va tenir un ràpid creixement mediàtic i social i a les eleccions europees del 2014 i a les eleccions municipals i autonòmiques de maig de 2015 va aconseguir notables resultats a tot Espanya. Com a resposta a la divisió dels moviments d'esquerra la plataforma social Unitat Popular en Comú va intentar la confluència de totes les organitzacions de cara a crear una candidatura única per a les eleccions generals espanyoles de 2015, però Podem va rebutjar a integrar-se en aquest moviment, i finalment es va formar la coalició Unitat Popular amb Esquerra Unida, Unitat Popular en Comú, Chunta Aragonesista, Izquierda Asturiana, Batzarre, Construint l'Esquerra-Alternativa Socialista, Segoviemos i Esquerra Castellana. Podem es va consolidar en les eleccions, i amb la confluència d'En Marea, Compromís i En Comú Podem van aconseguir 69 escons sent la tercera força al Parlament, mentre Unitat Popular en va obtenir dos, sent la cinquena força més votada.

### Alberto Garzón
Alberto Garzón fou escollit coordinador general d'Esquerra Unida el 5 de juny de 2016 després d'haver aconseguit l'aval de les bases d'IU per més d'un 70% dels vots.

### Governs de coalició
Yolanda Díaz va abandonar en octubre la militància en Esquerra Unida per discrepàncies amb les fracassades negociacions amb el PSOE després de les eleccions generals espanyoles d'abril de 2019, que van conduir a la repetició electoral. A les eleccions generals espanyoles de novembre de 2019, Podem va formar la coalició Unides Podem amb Esquerra Unida, i gràcies al Pacte dels Sis, la coalició i el PSOE van poder formar el primer govern de coalició des de la Segona República Espanyola, encapçalat per Pedro Sánchez, sent aprovat en una consulta entre la militància, i després de les eleccions generals espanyoles de 2023 la militancia va tornar a aprovar la renovació del govern de coalició.

### Antonio Maíllo
Alberto Garzón va deixar la política institucional el 17 novembre de 2023, després de la investidura de Pedro Sánchez resultant de les eleccions generals espanyoles de 2023. i el maig de 2024, a la XIII Assemblea Federal d'IU Antonio Maíllo va obtenir el 53,4% dels vots de la militància, superant la ministra Sira Rego.

## Evolució del seu electorat

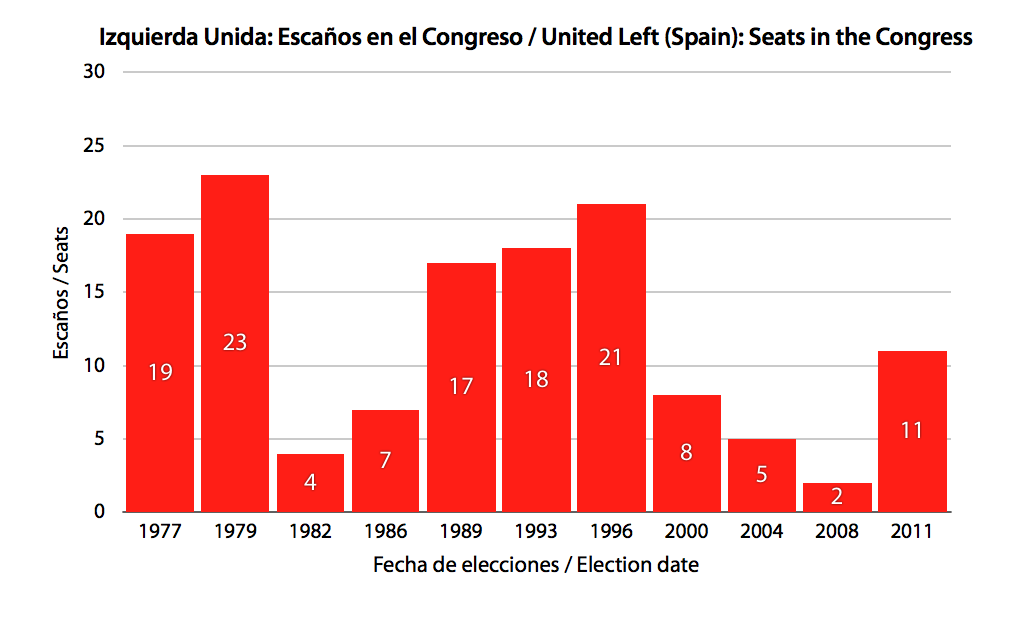
Evolució dels escons obtinguts pel Partit Comunista d'Espanya (1977-1986) i per la coalició d'Izquierda Unida (1986-2011) en les eleccions generals espanyoles.

| Resultats electorals d'IU |                   |                               |        |                    |
| Any                       | Líder             | Vots                          | %      | Representants      |
| ------------------------- | ----------------- | ----------------------------- | ------ | ------------------ |
| Generals de 1986          | Gerardo Iglesias  | 935.504                       | 4,63%  | 7 diputats         |
| Municipals de 1987        | Gerardo Iglesias  | 1.399.364                     | 7,18%  | 2.315 regidors     |
| Europees de 1987          | Gerardo Iglesias  | 1.011.830                     | 5,25%  | 3 eurodiputats     |
| Generals de 1989          | Julio Anguita     | 1.858.588                     | 9,07%  | 17 diputats        |
| Europees de 1989          | Julio Anguita     | 961.742                       | 6,06%  | 4 eurodiputats     |
| Municipals de 1991        | Julio Anguita     | 1.579.097                     | 8,38%  | 2.614 regidors     |
| Generals de 1993          | Julio Anguita     | 2.253.722                     | 9,55%  | 18 diputats        |
| Europees de 1994          | Julio Anguita     | 2.497.671                     | 13,44% | 9 eurodiputats     |
| Municipals de 1995        | Julio Anguita     | 2.589.780                     | 11,68% | 3.493 regidors     |
| Generals de 1996          | Julio Anguita     | 2.639.774                     | 10,54% | 21 diputats        |
| Municipals de 1999        | Julio Anguita     | 1.387.900                     | 6,52%  | 2.295 regidors     |
| Europees de 1999          | Julio Anguita     | 1.221.566                     | 5,77%  | 4 eurodiputats     |
| Generals de 2000          | Francesc Frutos   | 1.263.043                     | 5,45%  | 8 diputats         |
| Municipals de 2003        | Gaspar Llamazares | 1.730.732                     | 7,53%  | 2.595 regidors     |
| Generals de 2004          | Gaspar Llamazares | 1.284.081                     | 4,96%  | 5 diputats         |
| Europees de 2004          | Gaspar Llamazares | 643.136                       | 4,15%  | 2 eurodiputats     |
| Municipals de 2007        | Gaspar Llamazares | 1.473.992                     | 6,63%  | 2.484 regidors     |
| Generals de 2008          | Gaspar Llamazares | 963.040                       | 3,80%  | 2 diputats         |
| Europees de 2009          | Willy Meyer       | 558.248                       | 3,71%  | 2 eurodiputats     |
| Municipals de 2011        | Cayo Lara         | 1.437.061                     | 6,36%  | 2.249 regidors     |
| Generals de 2011          | Cayo Lara         | 1.686.040                     | 6,92%  | 11 diputats        |
| Generals de 2015          | Alberto Garzón    | En la coalició Unitat Popular |        | 2 diputats         |
| Generals de 2016          | Alberto Garzón    | En la coalició Units Podem    | -      | 8 diputats (de 71) |
| Generals de 2019 (I)      | Alberto Garzón    | En la coalició Units Podem    | -      | 6 diputats (de 42) |
| Generals de 2019 (II)     | Alberto Garzón    | En la coalició Units Podem    | -      | 5 diputats (de 35) |
| Generals de 2023          | -                 | En la coalició Sumar          | -      | 5 diputats (de 31) |

## Funcionament intern

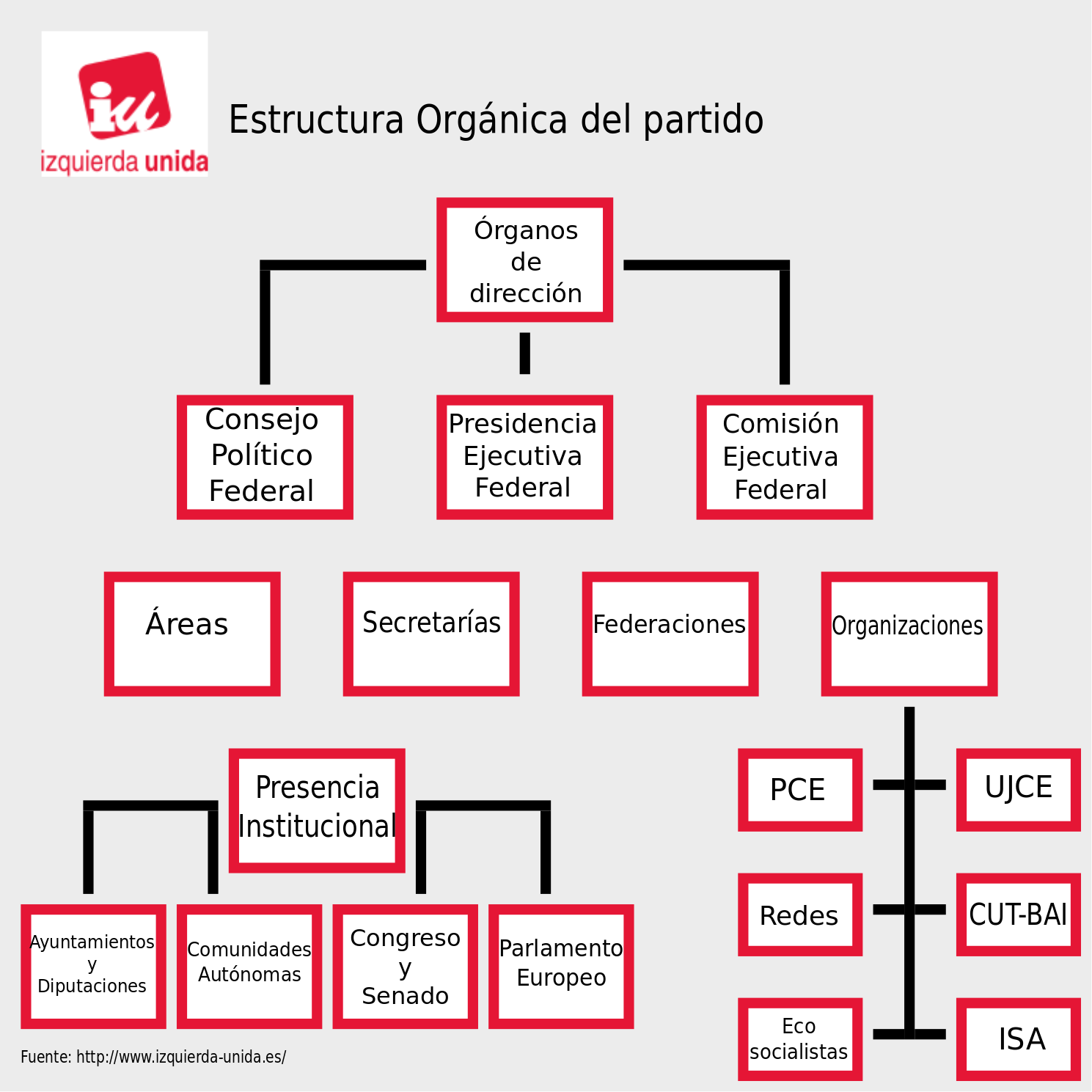
Estructura orgànica d'Esquerra Unida

Els seus afiliats escullen cada tres anys a l'Assemblea Federal, màxim òrgan de la federació, que escull als òrgans de direcció: el Consell Polític Federal –màxim òrgan entre congressos- i la Presidència Executiva Federal, òrgan executiu. Aquesta designa alhora una Comissió Permanent Federal pel treball diari. El seu responsable màxim és el Coordinador General.
Té una organització composta per 17 federacions amb denominació específica:
- Andalusia: Izquierda Unida-Los Verdes-Convocatoria por Andalucía
- Aragó: Izquierda Unida de Aragón
- Canàries: Izquierda Unida Canarias
- Cantàbria: Izquierda Unida de Cantabria
- Castella - La Manxa: Izquierda Unida-Izquierda de Castilla-La Mancha
- Castella i Lleó: Izquierda Unida de Castilla i León
- Ceuta: Izquierda Unida de Ceuta
- Comunitat de Madrid: Izquierda Unida de Madrid
- Extremadura: Izquierda Unida de Extremadura
- Galícia: Esquerda Unida
- Illes Balears: Esquerra Unida de les Illes Balears
- La Rioja: Izquierda Unida de La Rioja
- Melilla: Izquierda Unida de Melilla, federada des de juny de 2008 amb Coalició per Melilla.
- País Valencià: Esquerra Unida del País Valencià
- Principat d'Astúries: Izquierda Unida de Asturias-Izquierda Xunida d'Asturies
- Regió de Múrcia: Izquierda Unida de la Región de Murcia
- Navarra: Izquierda Unida de Navarra-Nafarroako Ezker Batua
- País Basc: Ezker Anitza

A més hi havia una organització sobirana, confederada a IU: Esquerra Unida i Alternativa a Catalunya fins al 2019, en que IU i EUiA van trencar les relacions arran les discrepàncies del projecte federal a Espanya, l'encaix de Catalunya i la participació del coordinador general d'EUiA a les eleccions generals del 2019 a la llista d'Esquerra Republicana de Catalunya - Sobiranistes. Des de 2004 fins a 2011 hi va haver una altra organització sobirana confederada més: Ezker Batua-Berdeak al País Basc, que a la seva hora va ser federació d'IU a Euskadi des de la seua fundació en 1986 fins a 2004. En 2011 Esker Batua se separaria d'IU, i Esker Anitza esdevindria la federació basca d'Izquierda Unida.
A les Eleccions Generals de 2008 tant al Congrés com al Senat es presentaren sota les mateixes candidatures que Izquierda Unida per totes les circumscripcions d'Espanya.

## Representació institucional estatal
A les eleccions generals de 2004, IU reduí considerablement els vots obtinguts i aconseguí obtenir tres diputats: Gaspar Llamazares i Ángel Pérez (Madrid), i Isaura Navarro (València). Al País Valencià Izquierda Unida es presentà dins de la candidatura Esquerra Unida - L'Entesa. A les Balears en la coalició Progressistes per les Illes Balears, juntament a Esquerra Republicana de Catalunya, PSM-EN i Els Verds de Mallorca. A Catalunya, Esquerra Unida i Alternativa es presentà juntament amb Iniciativa per Catalunya Verds, aconseguint dos diputats, ambdós d'ICV. Posteriorment formà amb els dos diputats d'Iniciativa per Catalunya Verds el grup parlamentari Izquierda Verde, amb Gaspar Llamazares com a portaveu.
No obstant això, després de les eleccions generals del 2008, excepte a Madrid i a Barcelona, a la resta d'Espanya IU no aconseguí representació, perdent així el diputat de València. Izquierda Unida obtingué un diputat per Madrid i ICV n'aconseguí un altre per Barcelona, perdent més de 300.000 vots i quedant sense possibilitat de formar grup parlamentari, el diumenge 9 de març Gaspar Llamazares anuncià que no es presentaria a la reelecció com a coordinador general d'IU, continuant com a Portaveu d'IU al Congrés fins al final de la legislatura.

## Participació institucional municipal i autonòmica
Izquierda Unida disposa de diputats a les assemblees legislatives de les següents comunitats autònomes:
- Andalusia: Esquerra Unida Els Verds-Convocatòria per Andalusia (IULV-CA): 5 diputats
- Aragó: Esquerra Unida d'Aragó: 1 diputat
- Astúries: Izquierda Xunida d'Asturies - Los Verdes de Asturias: 5 diputats
- Castella i Lleó: Esquerra Unida de Castella i Lleó: 1 diputat
- Catalunya: Esquerra Unida de Catalunya: 1 de 8 diputats (CatEnComú-Podem)
- Madrid: Esquerra Unida-Madrid: 0 diputats
- Extremadura: Esquerra Unida d'Extremadura + Los Verdes-Grupo Verde + Socialistes Independents d'Extremadura: 0 diputats
- Melilla: Coalición por Melilla: 7 diputats
- Múrcia: Esquerra Unida de la Regió de Múrcia + Los Verdes-Grupo Verde: 0 diputats
- Navarra: Izquierda Unida de Navarra-Nafarroako Ezker Batua + Batzarre: 2 diputats
- País Basc: Ezker Anitza: 2 d'11 diputats (Elkarrekin Podemos)
- País Valencià: Esquerra Unida del País Valencià: 0 diputats

A la resta d'assemblees autonòmiques manca de representació.
És partícip del govern autonòmic de coalició al País Basc (juntament amb el PNB i EA), a Astúries (juntament amb el PSOE) i a Catalunya (amb el PSC, ERC i ICV). Cogoverna en nombrosos ajuntaments juntament amb el PSOE, especialment a Astúries, Madrid i Catalunya. A Andalusia governa amb majoria absoluta alguns ajuntaments, especialment a les províncies de Sevilla i Còrdova, tenint així mateix l'alcaldia de la segona (Còrdova). Té 2.198 regidors repartits per tota Espanya.
Actualment, conserva algunes alcaldies als cinturons "rojos" de majoria obrera de Barcelona i Madrid, encara que el seu poder s'ha anat erosionant lentament des de la Transició. Així, si el PSUC, tenia l'alcaldia de grans ciutats del cinturó obrer barceloní el 1979 i encara als vuitanta (Badalona, Santa Coloma de Gramenet, Sabadell, Cornellà de Llobregat) la seva presència s'ha quedat reduïda a petites ciutats (el Prat de Llobregat, Cerdanyola del Vallès, Santa Perpètua de Mogoda).
A la Comunitat de Madrid ha passat el mateix, encara que la presència al cinturó obrer mai no fou tan important com la del PSUC a Barcelona. Amb tot, conserva l'alcaldia de San Fernando de Henares i també governa a Rivas-Vaciamadrid. A la resta d'Espanya només poden destacar-se algunes ciutats. Còrdova és un cas a part, on la popular Rosa Aguilar aconseguí per a la coalició el 2003 un 40% dels vots, cas únic a Europa per una ciutat de més de tres-cents mil habitants des dels temps del PCI. Després de les eleccions del 2007 IU baixà al 35%, situant-se com a segona força per sota del PP, però seguí tenint l'alcaldia gràcies a la coalició amb els socialistes.
Destaquen petites ciutats de més de 10.000 habitants que tenen alcaldies d'IU: Puerto Real i Conil de la Frontera a Cadis; La Algaba, El Arahal i Camas (Sevilla); Puente Genil a Còrdova; Pinos Puente a Granada, Ḷḷena a Astúries, Torreperogil a Jaén, Alcañiz (capital del Baix Aragó) a Terol, etc. A nivell de col·laboració municipal, sobretot amb el PSOE, la seva importància és vital encara des de les municipals de 2003 i sobretot des de 2007.
A les últimes eleccions municipals de 2007, IU-ICV aconseguí 1.473.992 vots (el 6,63%): 2.484 regidors, 64 majories absolutes i 70 majories relatives.
També cogoverna les diputacions provincials andaluses de Granada, Màlaga i Cadis.
Segons el baròmetre realitzat per GESOP i publicat a El Periódico, IU realitzaria un important augment de vots i a conseqüència de diputats, a les futures eleccions generals del 2012. Obtenint entre 13 i 15 diputats i un vot estimat directe del 7,4%

## Relacions internacionals
És membre fundador del Partit de l'Esquerra Europea (PEE), i liderada pel PCE, manté bones relacions amb els partits comunistes i els seus successors polítics. IU té un eurodiputat al Parlament Europeu, Willy Meyer i és membre del grup de l'Esquerra Unitària Europea - Esquerra Verda Nòrdica (EUL-NGL).